# シーモア・ベンザー
シーモア・ベンザー（Seymour Benzer, 1921年10月15日 - 2007年11月30日）は、アメリカ合衆国の物理学者、遺伝学者、分子生物学者。カリフォルニア工科大学の神経科学のJames G. Boswell Professorであった。ショウジョウバエの行動突然変異体の研究で最も知られている。

## 来歴
ニューヨークのサウス・ブロンクスでポーランド・ソハチェフからのユダヤ人移民の子に生まれた。ニューヨーク市立大学ブルックリン校に入学したが、パデュー大学に転向し、物理学部卒業、1947年に同大学院から固体物理学のPh.D.を取得。エルヴィン・シュレーディンガーの『人生とは何か?』に感銘を受け、研究を生物物理学に変更し、コールド・スプリング・ハーバー研究所のマックス・デルブリュックの下で研究を続け、1953年にパデュー大学助教授、1958年教授となった。オークリッジ国立研究所やカリフォルニア工科大学、パスツール研究所に所属したあと、1966年にロジャー・スペリー研究室に移籍した。1967年からカリフォルニア工科大学教授となった。
1961年王立協会外国人会員に選出。
彼について書いた本"Time, Love, Memory : A Great Biologist and His Quest for the Origins of Behavior"  邦題：「時間・愛・記憶の遺伝子を求めて―生物学者シーモア・ベンザーの軌跡」が1999年にピューリッツァー賞受賞作家であるジョナサン・ワイナーによって執筆された。
2007年、脳梗塞のため86歳で死去した。

## 受賞歴
- 1964年 - ガードナー国際賞
- 1971年 - アルバート・ラスカー基礎医学研究賞
- 1975年 - シャルル＝レオポール・メイエ賞
- 1976年 - ルイザ・グロス・ホロウィッツ賞（コロンビア大学）
- 1977年 - ハーヴェイ賞（イスラエル工科大学）
- 1977年 - ウォーレン賞
- 1978年 - ディクソン賞（カーネギーメロン大学）
- 1982年 - アメリカ国家科学賞、クルーニアン・メダル
- 1985年 - ローゼンスティール賞（ブランダイス大学）
- 1986年 - トーマス・ハント・モーガン・メダル
- 1988年 - カール・スペンサー・ラシュレー賞
- 1989年 - ラルフ・W・ジェラルド賞
- 1991年 - ウルフ賞医学部門
- 1993年 - クラフォード賞
- 1994年 - メンデル・メダル
- 2000年 - 国際生物学賞
- 2001年 - パサノ賞、米国科学アカデミー賞神経科学部門
- 2002年 - 発生生物学マーチ・オブ・ダイムズ賞
- 2004年 - グルーバー賞神経科学部門
- 2004年 - バウアー賞
- 2004年 - ガードナー国際賞（二回目）
- 2006年 - オールバニ・メディカルセンター賞